# Petrowo (obwód Błagojewgrad)
Petrowo (bułg. Петрово) – wieś w Bułgarii, w obwodzie Błagojewgrad, w gminie Sandanski. Według Ujednoliconego Systemu Ewidencji Ludności oraz Usług Administracyjnych dla Ludności, 15 marca 2016 roku miejscowość liczyła 540 mieszkańców.